# Bilanî, Bilopillea
Bilanî (în ucraineană Білани) este un sat în comuna Vîrî din raionul Bilopillea, regiunea Sumî, Ucraina.

## Demografie
Componența lingvistică a localității Bilanî
     Ucraineană (96,76%)
     Rusă (3,01%)
     Alte limbi (0,23%)
Conform recensământului din 2001, majoritatea populației localității Bilanî era vorbitoare de ucraineană (96,76%), existând în minoritate și vorbitori de rusă (3,01%).